# Place Joseph de Bronckart
La place Joseph de Bronckart est une artère du quartier des Guillemins. Elle a d'abord porté le nom de place des Guillemins, avant d'être rebaptisée du nom de cet homme politique liégeois ayant œuvré pour le développement de l'enseignement primaire.
Le fait que la place de Bronckart s'est primitivement appelée place des Guillemins est certainement dû à l'ancien couvent des Guillemites, qui s'étendait jusqu'à cet endroit.

## Rues adjacentes

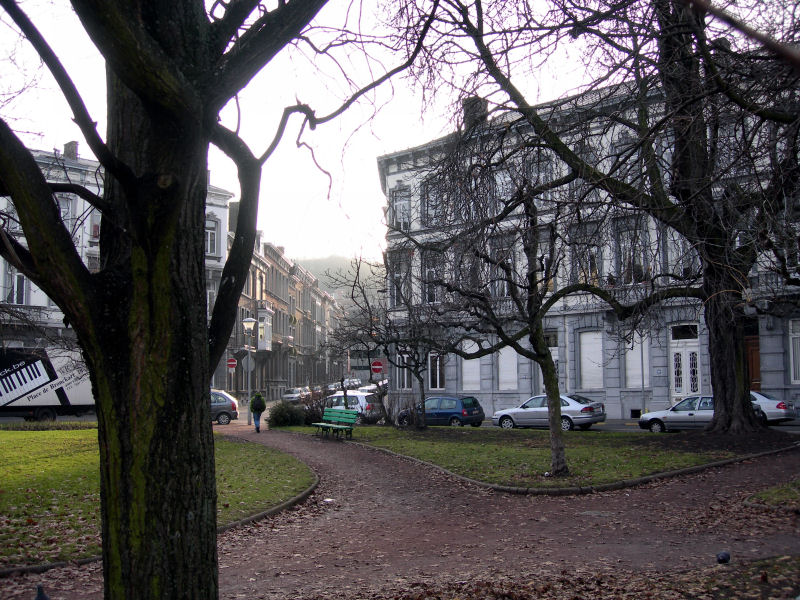
La place de Bronckart en janvier 2006 avec la rue Simonon venant de la rue du plan incliné.

- Rue Dartois
- Rue de Chestret
- Rue Fabry
- Rue des Ixellois
- Rue de Rotterdam
- Rue Simonon

## Patrimoine classé
La place et la totalité de ses immeubles sont classés au patrimoine immobilier de la Région wallonne. 
| Objet                             | Année de construction / Architecte | Adresse                          | Section communale | Coordonnées                      | Numéro d’inventaire | Illustration |
| --------------------------------- | ---------------------------------- | -------------------------------- | ----------------- | -------------------------------- | ------------------- | ------------ |
| Maison - Façade à rue et toitures |                                    | Place Joseph de Bronckart, no 1  | Guillemins        | 50° 37′ 47″ nord, 5° 33′ 56″ est | 62063-CLT-0249-01   | Maison       |
| Maison - Façade à rue et toitures |                                    | Place Joseph de Bronckart, no 2  | Guillemins        | 50° 37′ 47″ nord, 5° 33′ 56″ est | 62063-CLT-0507-01   | Maison       |
| Maison - Façade à rue et toitures |                                    | Place Joseph de Bronckart, no 3  | Guillemins        | 50° 37′ 48″ nord, 5° 33′ 58″ est | 62063-CLT-0494-01   | Maison       |
| Maison - Façade à rue et toitures |                                    | Place Joseph de Bronckart, no 4  | Guillemins        | 50° 37′ 47″ nord, 5° 33′ 55″ est | 62063-CLT-0508-01   | Maison       |
| Maison - Façade à rue et toitures |                                    | Place Joseph de Bronckart, no 5  | Guillemins        | 50° 37′ 48″ nord, 5° 33′ 58″ est | 62063-CLT-0495-01   | Maison       |
| Maison - Façade à rue et toitures |                                    | Place Joseph de Bronckart, no 6  | Guillemins        | 50° 37′ 47″ nord, 5° 33′ 55″ est | 62063-CLT-0509-01   | Maison       |
| Maison - Façade à rue et toitures |                                    | Place Joseph de Bronckart, no 7  | Guillemins        | 50° 37′ 47″ nord, 5° 33′ 59″ est | 62063-CLT-0496-01   | Maison       |
| Maison - Façade à rue et toitures |                                    | Place Joseph de Bronckart, no 8  | Guillemins        | 50° 37′ 47″ nord, 5° 33′ 54″ est | 62063-CLT-0510-01   | Maison       |
| Maison - Façade à rue et toitures |                                    | Place Joseph de Bronckart, no 9  | Guillemins        | 50° 37′ 47″ nord, 5° 33′ 59″ est | 62063-CLT-0497-01   | Maison       |
| Maison - Façade à rue et toitures |                                    | Place Joseph de Bronckart, no 10 | Guillemins        | 50° 37′ 46″ nord, 5° 33′ 54″ est | 62063-CLT-0511-01   | Maison       |
| Maison - Façade à rue et toitures |                                    | Place Joseph de Bronckart, no 11 | Guillemins        | 50° 37′ 47″ nord, 5° 33′ 59″ est | 62063-CLT-0498-01   | Maison       |
| Maison - Façade à rue et toitures |                                    | Place Joseph de Bronckart, no 12 | Guillemins        | 50° 37′ 46″ nord, 5° 33′ 54″ est | 62063-CLT-0512-01   | Maison       |
| Maison - Façade à rue et toitures |                                    | Place Joseph de Bronckart, no 13 | Guillemins        | 50° 37′ 46″ nord, 5° 33′ 59″ est | 62063-CLT-0499-01   | Maison       |
| Maison - Façade à rue et toitures |                                    | Place Joseph de Bronckart, no 14 | Guillemins        | 50° 37′ 46″ nord, 5° 33′ 55″ est | 62063-CLT-0513-01   | Maison       |
| Maison - Façade à rue et toitures |                                    | Place Joseph de Bronckart, no 15 | Guillemins        | 50° 37′ 46″ nord, 5° 33′ 59″ est | 62063-CLT-0500-01   | Maison       |
| Maison - Façade à rue et toitures |                                    | Place Joseph de Bronckart, no 16 | Guillemins        | 50° 37′ 45″ nord, 5° 33′ 55″ est | 62063-CLT-0514-01   | Maison       |
| Maison - Façade à rue et toitures |                                    | Place Joseph de Bronckart, no 17 | Guillemins        | 50° 37′ 46″ nord, 5° 34′ 00″ est | 62063-CLT-0501-01   | Maison       |
| Maison - Façade à rue et toitures |                                    | Place Joseph de Bronckart, no 18 | Guillemins        | 50° 37′ 45″ nord, 5° 33′ 55″ est | 62063-CLT-0515-01   | Maison       |
| Maison - Façade à rue et toitures |                                    | Place Joseph de Bronckart, no 19 | Guillemins        | 50° 37′ 46″ nord, 5° 34′ 00″ est | 62063-CLT-0502-01   | Maison       |
| Maison - Façade à rue et toitures |                                    | Place Joseph de Bronckart, no 20 | Guillemins        | 50° 37′ 45″ nord, 5° 33′ 55″ est | 62063-CLT-0516-01   | Maison       |
| Maison - Façade à rue et toitures |                                    | Place Joseph de Bronckart, no 21 | Guillemins        | 50° 37′ 45″ nord, 5° 33′ 59″ est | 62063-CLT-0503-01   | Maison       |
| Maison - Façade à rue et toitures |                                    | Place Joseph de Bronckart, no 22 | Guillemins        | 50° 37′ 44″ nord, 5° 33′ 56″ est | 62063-CLT-0517-01   | Maison       |
| Maison - Façade à rue et toitures |                                    | Place Joseph de Bronckart, no 23 | Guillemins        | 50° 37′ 45″ nord, 5° 33′ 59″ est | 62063-CLT-0504-01   | Maison       |
| Maison - Façade à rue et toitures |                                    | Place Joseph de Bronckart, no 24 | Guillemins        | 50° 37′ 44″ nord, 5° 33′ 56″ est | 62063-CLT-0518-01   | Maison       |
| Maison - Façade à rue et toitures |                                    | Place Joseph de Bronckart, no 25 | Guillemins        | 50° 37′ 45″ nord, 5° 33′ 59″ est | 62063-CLT-0505-01   | Maison       |
| Maison - Façade à rue et toitures |                                    | Place Joseph de Bronckart, no 26 | Guillemins        | 50° 37′ 44″ nord, 5° 33′ 57″ est | 62063-CLT-0519-01   | Maison       |
| Maison - Façade à rue et toitures |                                    | Place Joseph de Bronckart, no 27 | Guillemins        | 50° 37′ 45″ nord, 5° 33′ 58″ est | 62063-CLT-0506-01   | Maison       |